# Заболотные татары
Заболотные татары (тат. саз ягы татарлары) — субэтнос сибирских татар (тоболо-иртышской группы), проживающий в северо-западной части Тобольского района Тюменской области России (преимущественно в Ачирском и Лайтамакском сельском поселениях).
По происхождению заболотные татары являются потомками самодийского и угорского населения Западной Сибири — ненцев, хантов и манси, которые перешли на сибирско-татарский язык и стали исповедовать ислам (сохранив при этом пережитки традиционных верований). Благодаря географической изолированности (их район расселения отделён от Тобольска и крупных русских и сибирскотатарских сёл Иртышом и непроходимыми болотами) заболотные татары сохранили многие элементы традиционной культуры, утерянной другими группами населения Сибири.
Основное занятие — охота и рыболовство.